# Revue des études juives
La Revue des études juives (ou REJ) est une revue scientifique fondée à Paris en juillet 1880 par la Société des études juives. Elle était publiée à l'origine sous la direction d'Isidore Loeb et, après sa mort (3 juin 1892), sous celle d'Israël Lévi. Ses créateurs voulaient y mettre en œuvre un équivalent (mais non un calque) français de la grande entreprise d’étude scientifique du passé juif et de défense du judaïsme face à ses détracteurs qui s’était développée en Allemagne, la Wissenschaft des Judentums.
La REJ est organisée en volumes, dont deux contiennent les archives de l'année. Chacun de ces volumes se compose de deux numéros. Comme la Jewish Quarterly Review, elle est consacrée à la recherche scientifique et à la publication de textes inédits concernant le judaïsme, entre autres des documents relatifs à l'histoire du peuple juif. Presque tous les numéros contiennent aussi une section bibliographique spéciale, consacrée à la recension de travaux actuels sur la culture juive. Les contributeurs sont de diverses nationalités et appartiennent à différentes universités ou instituts de recherche, comme le CNRS.
L'éditeur de la REJ publie également des ouvrages séparés dans la « Collection de la Revue des études juives », avec des auteurs tels que José Costa, Paul Fenton, Mireille Hadas-Lebel ou Simon Claude Mimouni.

## Histoire
Parmi les premiers contributeurs, on peut mentionner : Wilhelm Bacher, Arsène et James Darmesteter, Joseph et Hartwig Derenbourg, Joseph Halévy, Israël Lévi, Isidore Loeb, Zadoc Kahn, Meyer Kayserling, David Kaufmann, Nathan Porges, Samuel Poznanski, Moïse Schwab, Isaac Broydé, Abraham Epstein , Louis-Germain Lévy et Maurice Liber. Le plus prolifique d'entre eux était Isidore Loeb lui-même, qui, outre ses recensions bibliographiques, a enrichi ce périodique d'un grand nombre de textes aux contenus variés. D'un grand intérêt est une série d'articles de Joseph Derenbourg sur les études bibliques ainsi qu'une série sur la littérature rabbinique, dont les gloses d'Abu Zakariya ibn Bal'am sur Isaïe (texte arabe avec traduction française). D'intérêt non moindre sont les « Recherches bibliques » de Joseph Halévy, une série sur l'archéologie biblique contenant également les textes assyriens de la correspondance entre les dirigeants orientaux et les rois égyptiens Aménophis III et Aménophis IV (Akhénaton). Parmi les articles d'Israël Lévi une mention spéciale doit être faite pour ceux qui portent sur les légendes juives trouvées dans la littérature talmudique, avec les références aux sources non juives. Enfin Moïse Schwab a publié un grand nombre d'inscriptions hébraïques et des documents relatifs à l'histoire des Juifs français.
Après Israël Lévi, la revue fut dirigée notamment par Maurice Liber, Julien Weill, Georges Vajda, Gérard Nahon, Charles Touati, Gilbert Dahan, Simon Claude Mimouni ou Evelyne Oliel-Grausz. 
Le secrétariat de la Revue, au début assuré par un comité des publications, qui compta parmi ses premiers membres Arsène Darmesteter ou Hartwig Derenbourg, a été par la suite dévolu à un secrétaire de rédaction.
La Revue est désormais dirigée conjointement par Jean-Pierre Rothschild et José Costa.

## Sources
- Cet article reprend en partie ou en totalité l'article « Revue des Études Juives » par Isidore Singer et M. Seligsohn, paru dans la Jewish Encyclopedia (1901-1906), collection tombée dans le domaine public.